# Martin Kubosch
Martin Kubosch (* 1. Juni 1960) ist ein ehemaliger deutscher Fußballspieler.

## Karriere
Kubosch stand bei den Kickers Offenbach unter Vertrag, als in der Saison 1980/81 der zweite Platz in der Abschlusstabelle der Südstaffel belegt wurde. In dieser Saison bestritt er zwei Spiele. In der anschließenden Aufstiegsspielen gegen Eintracht Braunschweig kam er nicht zum Zuge, nach einem 1:0-Sieg im Hinspiel wurde der Aufstieg durch eine 2:0-Niederlage im Rückspiel nicht erreicht. In der Folgespielzeit, in der die Liga wurde eingleisig ausgetragen wurde, belegten sie hinter dem FC Schalke 04 und dem Hertha BSC den dritten Platz. Kubosch absolvierte keinen Einsatz und der Aufstieg wurde im Relegationsspiel gegen Bayer 04 Leverkusen mit 2 Niederlagen verpasst. In der Saison 1982/83 gelang Kubosch bei seinen drei Einsätzen sein erstes Tor im deutschen Profifußball. Er traf am 36. Spieltag beim 3:2-Sieg zum zwischenzeitlichen 2:2-Ausgleich. Die Kickers belegten zwei Spieltage später den zweiten Platz und stiegen somit in die Bundesliga auf. Diese Spiele hat er ebenfalls als Einwechselspieler bestritten. In der Bundesliga absolvierte er zwei Spiele. Die Kickers konnten die Liga nicht halten, sodass er im Anschluss ein weiteres Jahr in der 2. Liga spielte.